# Proterosuchidae
Die Proterosuchidae sind eine Gruppe krokodilartiger Reptilien, die vom Oberperm bis zur Untertrias lebten. Die Proterosuchidae wurden früher als primitivste Mitglieder zu den Archosauriern gerechnet, der Namensgeber dieses Taxons, Archosaurus, ist ein Proterosuchide. Heute werden sie, wegen ihrer vielen primitiven Merkmale, in die Archosauriformes gestellt. 

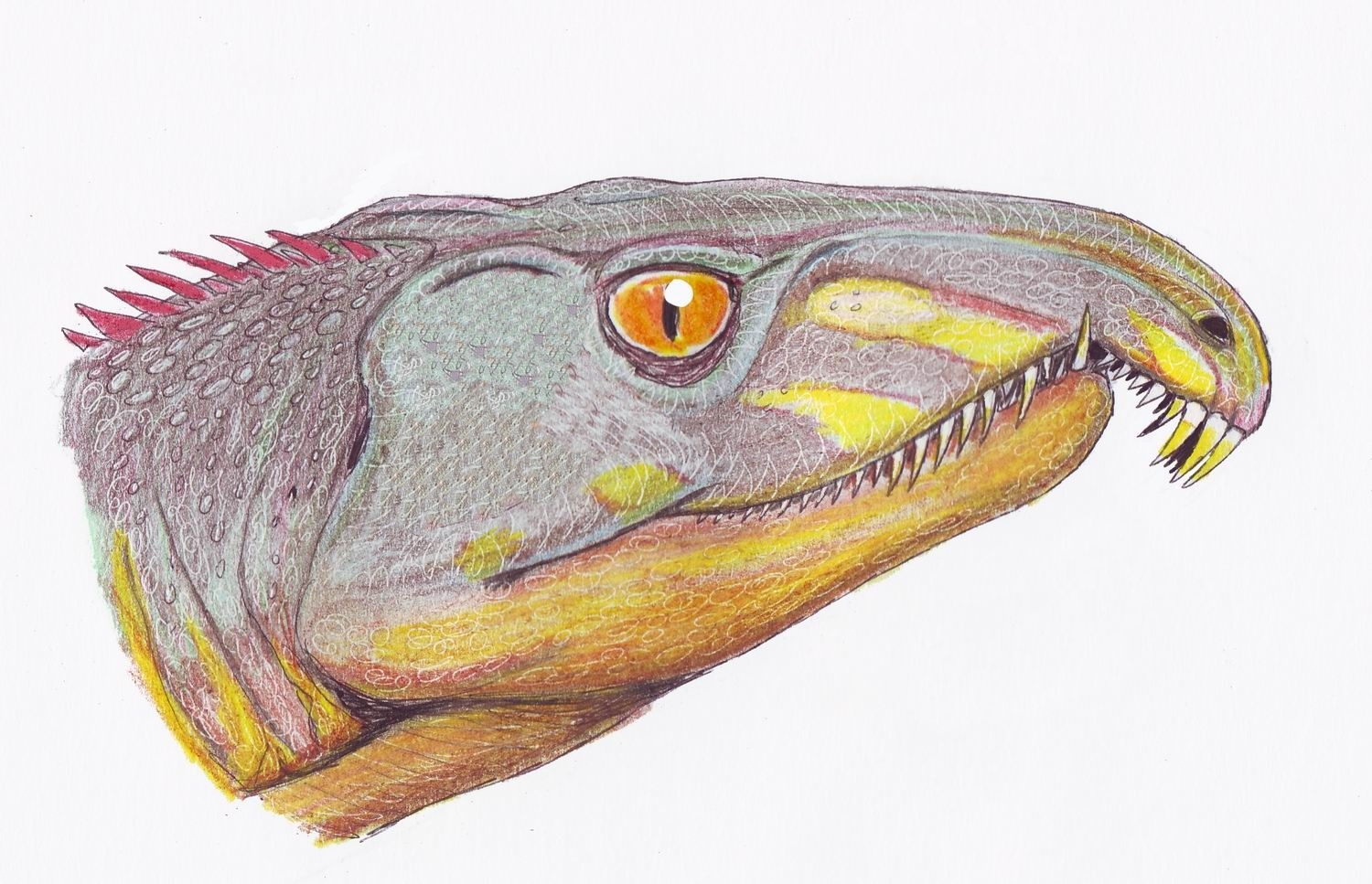
Kopfrekonstruktion von Archosaurus rossicus

Charakteristisch für die Tiere ist der den Unterkiefer überragende und überhängende Prämaxillarknochen an der Spitze des Oberkiefers. Vor dem Auge befindet sich ein großes, zusätzliches Schädelfenster, das Antorbitalfenster, das von Maxillare, Lacrimale und Jugale begrenzt wird und wohl der Gewichtsreduzierung diente. Das Antorbitalfenster ist ein Charakteristikum aller späteren Archosaurier, einschließlich der Dinosaurier. Sonst ist der Schädel von primitiven Merkmalen gekennzeichnet, so sind einige Schädelknochen der primitiven Diapsiden noch vorhanden und das Flügelbein (Pterygoid) ist noch bezahnt.
Der langgestreckte Körper der Proterosuchidae war krokodilartig und ihre Beine hielten die Tiere seitlich abgespreizt, ohne eine Tendenz zu einer verbesserten Stellung unter den Körper. Die Wirbel hatten lange Querfortsätze. Im Schultergürtel waren Schulterblatt und Rabenschnabelbein deutlich getrennt. Die Handknochen waren kaum verknöchert, die Anzahl der Zehenglieder ist unbekannt. Der Fuß ist dem von primitiven Archosauromorpha wie den Protorosauria, den  Rhynchosauria oder Trilophosaurus sehr ähnlich.

## Gattungen
- Familie Proterosuchidae
  - Archosaurus
  - Chasmatosaurus
  - Chasmatosuchus
  - Kalisuchus
  - Proterosuchus
  - Tasmaniosaurus
  - Xilosuchus